# جانيت بيتشر
جانيت بيتشر (بالإنجليزية: Janet Beecher)‏ هي ممثلة أمريكية، ولدت في 21 أكتوبر 1884 بجفرسون سيتي في الولايات المتحدة، وتوفيت في 6 أغسطس 1955 في الولايات المتحدة بسبب نوبة قلبية.

## أعمال

### أفلام
- (1935) الملاك الداكن
- (1940) علامة زورو
- (1940) كل هذا والجنة أيضا

## وصلات خارجية
- جانيت بيتشر على موقع IMDb (الإنجليزية)
- جانيت بيتشر على موقع قاعدة بيانات برودواي على الإنترنت (الإنجليزية)
- جانيت بيتشر على موقع إن إن دي بي (الإنجليزية)
- جانيت بيتشر على موقع قاعدة بيانات الفيلم (الإنجليزية)